# Big Bear Records
Big Bear Records ist ein britisches Plattenlabel, das 1968 von Jim Simpson gegründet worden ist und somit das älteste britische unabhängige Plattenlabel ist. Benannt wurde es nach einer Idee des Radioproduzenten John Peel, den der Gang von Jim Simpson an einen Bär erinnerte. Es ist auf Blues- und Jazz-Aufnahmen spezialisiert.

## Künstler auf Big Bear Records
Eddie „Guitar“ Burns, Doctor Ross, Gene Conners, Homesick James, Snooky Pryor, Eddie Taylor, Willie Mabon, Big John Wrencher, Erwin Helfer, King Pleasure & The Biscuit Boys, Kenny Baker’s Dozen, Clark Terry Big Bird Band, Bruce Adams / Alan Barnes Quintet, Alan Barnes All-Stars, Duncan Swift, Bill Allred’s Good Time Jazz, Claude Williams

## Diskographische Angaben
- 1972 Eddie „Guitar“ Burns: Bottle Up And Go - Action ACMP 100 = BEAR 16
- 1972 Johnny Mars: Blues From Mars - Polydor 2460 168 = BEAR 17
- 1972 Doctor Ross Live At Montreux - Polydor 2460 169 = BEAR 18
- 1972 The Mighty Flea: Let The Good Times Roll - Polydor 2460 185 = BEAR 19
- 1973 American Blues Legends '73 - Polydor 2460 186 = BEAR 20
- 1973 Homesick James & Snooky Pryor - Caroline C 1502 = BEAR 21 = INT 146.404 = BRP 2002
- 1974 Doctor Ross: The Harmonica Boss - Munich 150 201 = BEAR 2 = INT 146.403 = BRP 2013
- 1974 American Blues Legends '74 - Munich 150 202 = BEAR 1
- 1974 Eddie „Playboy“ Taylor: Ready For Eddie - Munich 150 203 = BEAR 6 = INT 146.407
- 1974 Cousin Joe: Gospel-Wailing ... Blues Man from New Orleans - BEAR 3
- 1974 Big John Wrencher: Big John’s Boogie - BEAR 4 = INT 146.402
- 1975 Mickey Baker: Take A Look Inside - BEAR 5 = INT 146.408
- 1975 Eddie Guitar Burns: Detroit Blackbottom - BEAR 7
- 1975 American Blues Legends '75 - BEAR 8
- 1975 Willie Mabon: The Comeback - BEAR 9
- 1975 Home Sweet Homesick James - BEAR 10
- 1976 Erwin Helfer: Boogie Piano Chicago Style - BEAR 11 = INT 146.401 = BRP 2003
- 1976 Johnny Mars and the Oakland Boogie - BEAR 12 = INT 146.405
- 1976 Clark Terry's Big Band Live On 57th Street - BEAR 13
- 1976 Snooky Prior: Shake Your Boogie - BEAR 14 = INT 146.406 = BRP 2033
- 1976 Doctor Ross: Jivin' The Blues - BEAR 15 = INT 146.409
- 1976 Muscles - BB 1001 = BEAR 24 = INT 161.400
- 1979 American Blues Legends '79 - BEAR 23 = INT 146.410
- 1980 Claude 'Fiddler' Williams: Kansas City Giants - BEAR 25
- 1980 Brum Beat - Live At The Barrel Organ! - BRUM 1
- 1985 M and B Jam Session Volume 1 - BEAR 26
- 1988 Mitchells and Butler's British Jazz Award 1987 - BEAR 27